# Giải MAMA cho Nhóm nhạc nữ xuất sắc nhất
Giải MAMA cho Nhóm nhạc nữ xuất sắc nhất (tiếng Hàn: 여자 그룹상), trước đây là Giải thưởng Âm nhạc Châu Á Mnet cho Nhóm nhạc nữ xuất sắc nhất, là một giải thưởng được trao hàng năm bởi CJ E&M (Mnet) tại lễ trao giải MAMA cho nhóm nhạc nữ đạt thành tích xuất sắc nhất trong ngành công nghiệp âm nhạc của năm. Giải được trao lần đầu tiên cho Fin.K.L (với bài hát "Now") tại lễ trao giải Mnet Music Video Festival (tên gọi ban đầu của giải MAMA) năm 2000.

## Danh sách nghệ sĩ được đề cử và giành chiến thắng

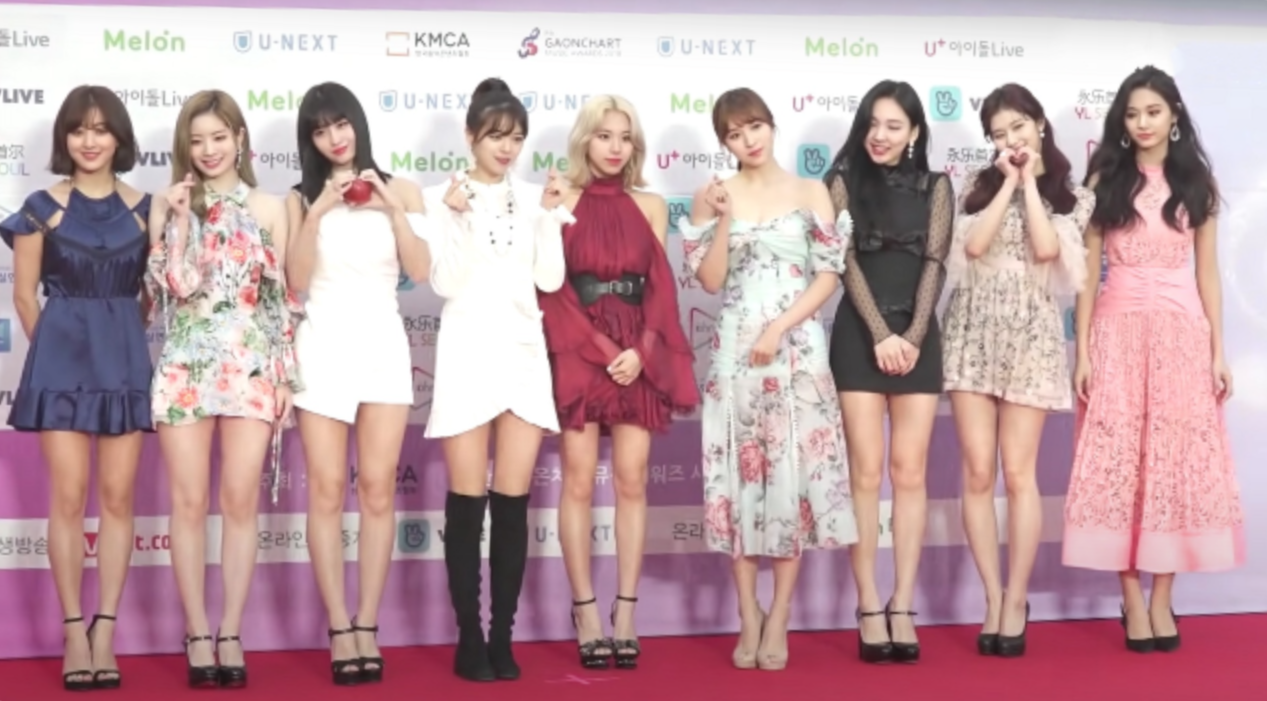
Twice đã giành chiến thắng 4 lần (2016, 2018-2019, 2021)

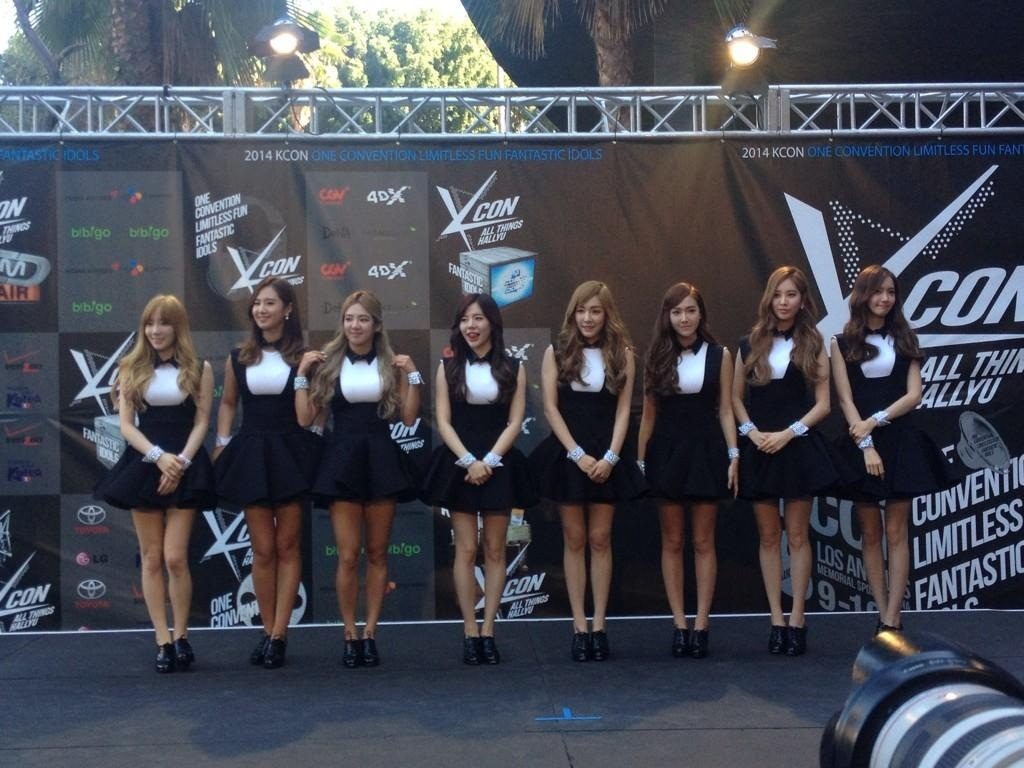
Girls' Generation đã giành chiến thắng 3 lần (2011, 2013, 2015)

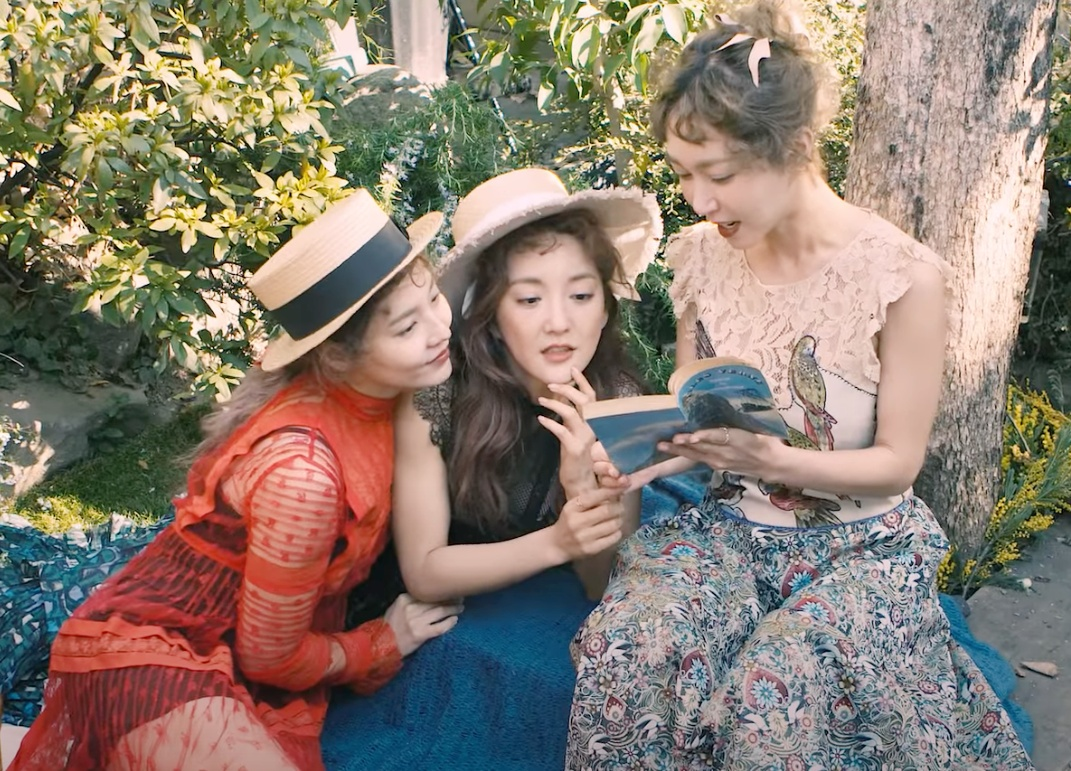
S.E.S đã giành chiến thắng 2 lần liên tiếp (2001-2002)

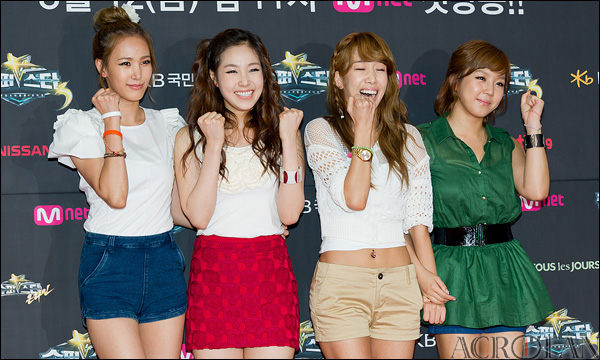
Jewelry đã giành chiến thắng 2 lần (2003, 2005)

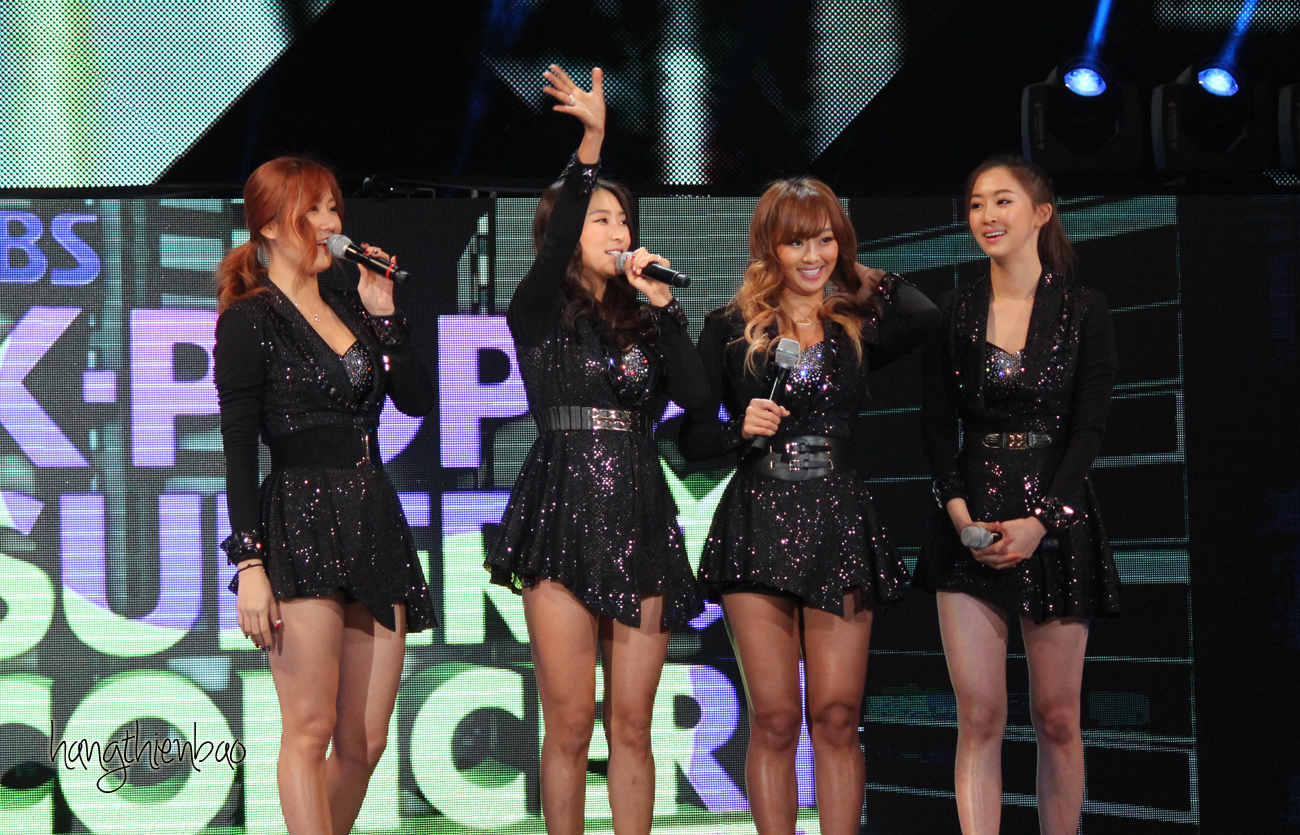
Sistar đã giành chiến thắng 2 lần (2012, 2014)

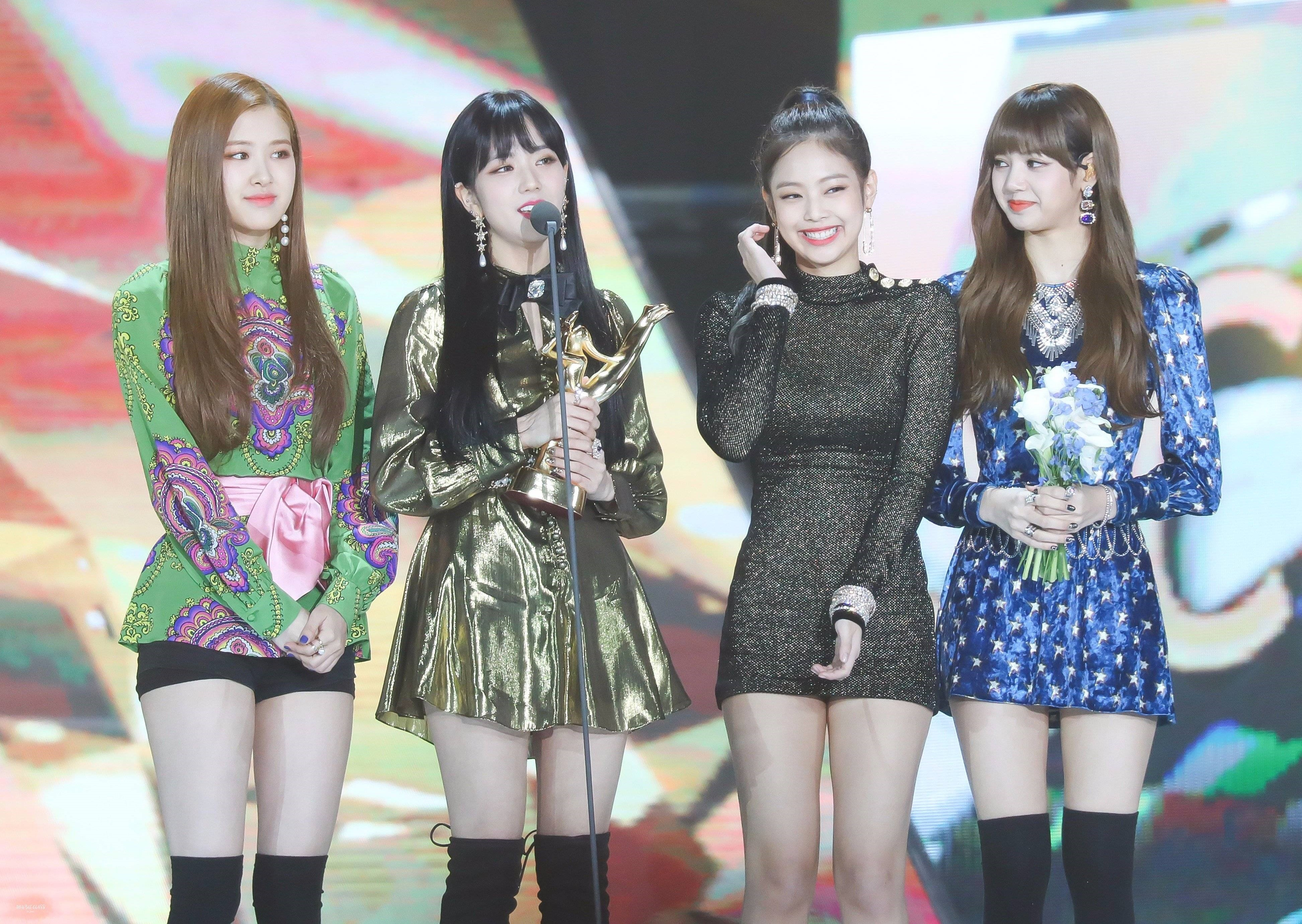
Blackpink đã giành chiến thắng 2 lần (2020, 2022)

### Thập niên 2000
| Năm  | Nghệ sĩ giành chiến thắng | Bài hát                            | Đề cử |
| ---- | ------------------------- | ---------------------------------- | --- |
| 2000 | Fin.K.L                   | "Now"                              | - Baby Vox – "Why" - S.E.S. – "Twilight Zone" - O-24 – "Blind Faith" - Cleo – "Irony" (모순)                                        |
| 2001 | S.E.S.                    | "Just In Love" (꿈을 모아서)       | - Baby Vox – "Game Over" - Fin.K.L – "You Will Never Know" (당신은 모르실거야) - Diva – "Perfect!" - As One – "I'm Fine" (천만에요) |
| 2002 | S.E.S.                    | "U"                                | - Baby Vox – "Coincidence" (우연) - Fin.K.L – "Come Back" (돌아와) - Jewelry – "Again" - Chakra – "Forever" (영원)                  |
| 2003 | Jewelry                   | "I Really Like You" (니가 참 좋아) | - Baby Vox – "What Should I Do" (나 어떡해) - Chakra – "To You" (난 너에게) - Sugar – "Shine" - As One – "Mr.A-Jo"                  |
| 2004 | Sugar                     | "Secret"                           | - Diva – "Hey Boy" - Baby Vox – "Xcstasy" - Cleo – "In & Out"                                                                       |
| 2005 | Jewelry                   | "Super Star"                       | - Diva – "Smile" (웃어요) - Big Mama – "Women" (여자) - Sugar – "Wise Farewell" - Fin.K.L – "Fin.K.L" (핑클)                        |
| 2006 | Không có                  | Không có                           | Không có |
| 2007 | SeeYa                     | "Love Greeting"                    | - Brown Eyed Girls – "Oasis" - Big Mama – "Betrayal" - The Grace – "One More Time Ok?" - LPG – "The Princess Of The Sea"            |
| 2008 | Wonder Girls              | "Nobody"                           | - Brown Eyed Girls – "L.O.V.E" - Girls' Generation – "Kissing You" - SeeYa – "Hot Girl" - Jewelry – "One More Time"                 |
| 2009 | Brown Eyed Girls          | "Abracadabra"                      | - Davichi – "8282" - Girls' Generation – "Gee" - Jewelry – "Vari2ty" - Kara – "Honey"                                               |

### Thập niên 2010
| Năm  | Nghệ sĩ giành chiến thắng | Bài hát                | Đề cử |
| ---- | ------------------------- | ---------------------- | --- |
| 2010 | 2NE1                      | "Go Away"              | - 4Minute – "HuH" - Girls' Generation – "Oh!" - Kara – "Lupin" - T-ara – "Bo Peep Bo Peep"                                                          |
| 2011 | Girls' Generation         | "The Boys"             | - Brown Eyed Girls – "Sixth Sense" - Kara – "Step" - 2NE1 – "I Am The Best" - f(x) – "Pinocchio (Danger)"                                           |
| 2012 | Sistar                    | "Alone"                | - 2NE1 – "I Love You" - Girls' Generation-TTS – "Twinkle" - Kara – "Pandora" - T-ara – "Lovey Dovey"                                                |
| 2013 | Girls' Generation         | "I Got A Boy"          | - 2NE1 – "Falling In Love" - Sistar – "Give It To Me" - f(x) – "Rum Pum Pum Pum" - 4Minute – "What's Your Name"                                     |
| 2014 | Sistar                    | "Touch My Body"        | - 2NE1 – "Come Back Home" - Girl's Day – "Something" - Girls' Generation – "Mr.Mr." - Apink – "Mr. Chu"                                             |
| 2015 | Girls' Generation         | "Lion Heart"           | - AOA – "Heart Attack" - Apink – "Remember" - Miss A – "Only You" - Sistar – "Shake It" - Wonder Girls – "I Feel You"                               |
| 2016 | Twice                     | "Cheer Up"             | - Red Velvet – "Russian Roulette" - Mamamoo – "You're The Best" - GFriend – "Navillera" - Wonder Girls – "Why So Lonely"                            |
| 2017 | Red Velvet                | "Red Flavor"           | - Twice – "Knock Knock" - Mamamoo – "Yes I Am" - GFriend – "Love Whisper" - Blackpink – "As If It's Your Last"                                      |
| 2018 | Twice                     | "Dance The Night Away" | - Blackpink – "Ddu-Du Ddu-Du" - Red Velvet – "Power Up" - Mamamoo – "Starry Night" - Momoland – "Bboom Bboom" - GFriend – "Time for The Moon Night" |
| 2019 | Twice                     | "Feel Special"         | - Blackpink – "Kill This Love" - Red Velvet – "Zimzalabim" - Mamamoo – "Gogobebe" - Iz*One – "Violeta" - GFriend – "Sunrise"                        |

### Thập niên 2020
| Năm  | Nghệ sĩ giành chiến thắng | Bài hát             | Đề cử |
| ---- | ------------------------- | ------------------- | --- |
| 2020 | Blackpink                 | "How You Like That" | - Twice – "More & More" - Red Velvet – "Psycho" - Mamamoo – "Hip" - Iz*One – "Secret Story of the Swan" - Oh My Girl – "Nonstop"    |
| 2021 | Twice                     | "Alcohol-Free"      | - (G)I-dle – "Hwaa" - Brave Girls – "Chi Mat Ba Ram" - Itzy – "Loco" - Oh My Girl – "Dun Dun Dance" - Red Velvet – "Queendom"       |
| 2022 | Blackpink                 | "Pink Venom"        | - (G)I-dle – "Tomboy" - Aespa – "Girls" - Itzy – "Sneakers" - Red Velvet - "Feel My Rhythm" - Twice – "Talk That Talk"              |
| 2023 | NewJeans                  | "Ditto"             | - (G)I-dle – "Queencard" - Aespa – "Spicy" - Ive – "I Am" - Le Sserafim – "Unforgiven" (feat. Nile Rodgers) - Twice – "Set Me Free" |

## Kỷ lục
Tính đến năm 2022, 6 nhóm nhạc nữ đã giành được giải MAMA cho Nhóm nhạc nữ xuất sắc nhất nhiều hơn một lần.
4 lần
- Twice (2016, 2018-2019, 2021)

3 lần
- Girls' Generation (2011, 2013, 2015)

2 lần
- S.E.S. (2001-2002)
- Jewelry (2003, 2005)
- Sistar (2012, 2014)
- Blackpink (2020, 2022)